# George of the Jungle (filme)
George of the Jungle (no Brasil, George, o Rei da Floresta e em Portugal, George - O Rei da Selva) é um filme estadunidense de 1997 que foi produzido pela Walt Disney Pictures, dirigido por Sam Weisman e baseado no desenho animado de mesmo nome. O filme estreou no Brasil em 9 de janeiro de 1998 e em Portugal em 5 de dezembro de 1997. Conseguiu arrecadar 174.463.257 dólares nas bilheterias de todo o mundo. Em 2003, o filme ganhou uma sequência lançada diretamente em vídeo, George of the Jungle 2.

## Elenco
- Brendan Fraser - George, o Rei da Floresta, um menino sobrevivente de um acidente aéreo que cresceu na floresta e frequentemente se choca com as árvores ao se pendurar nos cipós e gritar  (paródia de Tarzan).
- Leslie Mann - Ursula Stanhope, namorada rica de George
- Thomas Haden Church - Lyon Van de Groot, noivo (depois descartado) rico e covarde de Ursula
- John Cleese - Voz de Ape, um gorila falante e culto
- Richard Roundtree - Mr. Kwame, o guia de Ursula
- Greg Cruttwell - Max, caçador inescrupuloso
- Abraham Benrubi - Thor, caçador inescrupuloso
- Holland Taylor - Beatrice Stanhope, mãe esnobe de Ursula
- John Bennett Perry - Arthur Stanhope, pai rico de Ursula
- Keith Scott - Narrador
- Frank Welker - "Vozes" do Macaquinho, Shep (o elefante que é o "cão" de George), Tooki Tooki, o tucano e outros sons e rugidos dos gorilas.
- Kelly Miller - Betsy, uma amiga de Ursula.

## Sinopse
O filme começa com uma animação (que alude ao antigo desenho de 1967) que mostra o acidente de avião e o sobrevivente George, ainda menino. Ele fica perdido no "coração da África" e 25 anos depois, se torna o "Rei da Floresta". Entre seus amigos animais que o ensinam e o ajudam a sobreviver na floresta está Ape (o gorila falante), o tucano Tookie, o elefante "cão" Shep e um pequeno macaquinho.
A ação com os atores começa com Ursula Stanhope explorando a selva nas proximidades do lar de George, a "Montanha dos Gorilas", com a ajuda de seu guia Senhor Kwame e alguns nativos carregadores. Ela viajou para a África sozinha, mas se junta a expedição de seu noivo rico Lyle Van De Groot, que veio ao seu encontro. O senhor Kwame então lhes conta a lenda do "Macaco Branco", o que desperta a cobiça de dois homens que viajavam com Lyle, os caçadores Max e Thor.
No dia seguinte, Lyle se acovarda e abandona Úrsula ao serem atacados por um leão. George salva Ursula e a leva para sua "casa na floresta". Lyle volta ao acampamento contando que fora atacado pelo "Macaco Branco". A exploração parte em busca de Ursula, enquanto George ensina a moça a andar de cipós. George se apaixona por ela, mas o casal é interrompido pela chegada dos exploradores. George acaba sendo levado à São Francisco, cidade de Úrsula, causando sensação e repulsa na esnobe mãe dela, que não quer que o noivado com Lyle termine.